# Редупликация в башкирском языке
Редупликация в башкирском языке — фономорфологическое явление в башкирском языке, состоящее в удвоении начального слога, основы (полностью или частично) или слова.
В башкирском языке редупликация широко используется как способ создания эмоционально-экспрессивной лексики, для звукоподражаний, образоподражаний, существительных и наречий с собирательным ироническим значением.
Редупликация в башкирском языке имеет разновидности:
- полная редупликация: звукоподражательных или образоподражательных комплексов, самостоятельного употребления (шыптыр-шыптыр 'шурша, шелестя, с шумом’, ишпын-шыпыи 'тихонько, втихомолку’); редупликация словарных форм слов, в частности прилагательных типа оло-оло вйрэр 'болыпие-болыние дома’; редупликация аффиксальных форм слова типа редуплицированной регулярной формы деепричастия типа бара-бара 'идя5, укый-укый 'читая’, представляющей одну из парадигм глагола.
- повторение лишь первого слога слова с добавлением структурной морфемы -Ti- (и отдельных случаях -пп, -л*-) и с перенесением ударения на редупликат типа кып-кызыл 'красный-красный’, кап-кара 'черный-черный’.
- повторение с изменением фонемного строения слова: а) фономорфологическое контрастирующее варьирование по признаку сингармонизма типа тимер-томор 'разное железо, железный лом’, идке-модко 'всякое старьё’.
- замена первого гласного или начального согласного слова типа кирэк-мирэк 'изредка’, кыйык-мыйык 'вкривь и вкось’, сокор-сакыр 'ухабистое место’, каты-кото 'сухомятка’.
- вставка структурной морфемы типа -h-\ агас-магас 'деревья всякие’, имеш-мимеш 'слухи всякие’, урык-Нурык 'урывками’.

Редупликация сопровождается значительными фономорфологическими изменениями двоякого характера.
- Фонетически измененные варианты первого, полнозначного компонента основы: агас-магас 'всякие деревья’, ботак-сатак 'всякие ветки, сучки, коряги’, карсык-корсок, эбей-кэбей 'разные старухи’, малай-шалай 'всякие мальчишки5, сыбык-сабык (сытыр-сатыр) 'хворост5, тамыр-томор 'разные коренья’ и др.
- Основы, фонетически отдаленные от первого, полнозначного компонента: егет-елэп 'парни’, етем-едер 'сирота’, кеше-кара 'кто-нибудь’, курше-кулэн 'соседи’, мал-тыуар 'скот и птица (домашние)’, мулла-монтагай 'служащие культа у мусульман’, суп-сар 'мусор, рухлядь, утиль, отбросы, хлам, заваль’, тай-тулап 'молодняк (о лошадях)’ и т. п.